# Anne-Madeleine Rémusat

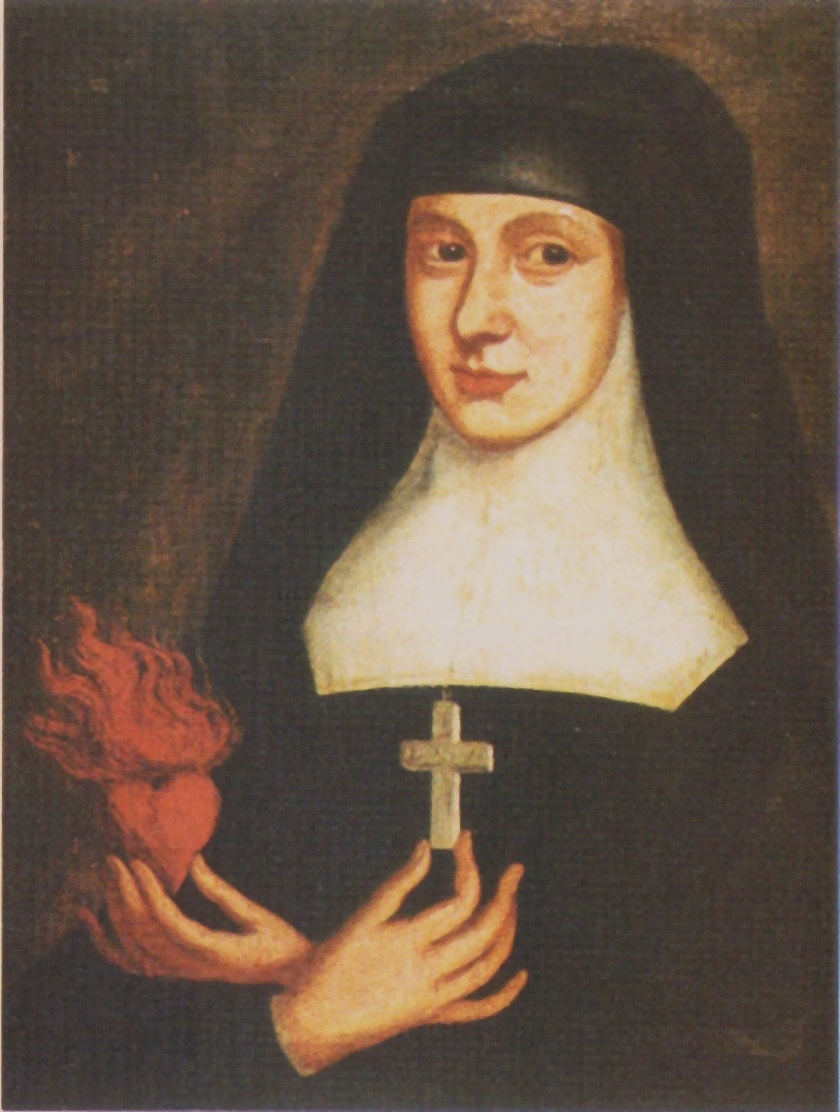

Anne-Madeleine Rémusat (* 29. November 1696 in Marseille, Frankreich; † 15. Februar 1730 in Marseille) war eine französische Nonne, Mystikerin und Gründerin der Association de l'Adoration perpétuelle du Sacré Cœur de Notre-Seigneur Jésus-Christ.

## Leben
Anne Madeleine Rémusat trat in den Orden von der Heimsuchung Mariens (Salesianerinnen) ein und legte am 23. Januar 1713 ihre Profess ab. Am 17. Oktober 1713 hatte sie eine Vision über die Herrlichkeit des Heiligsten Herzens Jesu. Fortan widmete sie sich der Verbreitung dieser Andacht. Hierfür verfasste sie das Handbuch der immerwährenden Anbetung des Heiligsten Herzens Jesu (französisch: Manuel de l’Adoration perpétuelle du Sacré Cœur). Dieses Handbuch enthält eine der damals existierenden Zusammenstellungen der Litanei zum Herzen Jesu, diese wurde im Jahr 1899 von Papst Leo XIII. zur offiziellen Herz-Jesu-Litanei der Kirche bestimmt. Sie gründete mit Unterstützung des Bischofs von Marseille, Henri François-Xavier de Belsunce-Castelmoron, die Vereinigung der immerwährenden Anbetung des Heiligsten Herzens Unseres Herrn Jesus Christus (französisch: Association de l’Adoration perpétuelle du Sacré Cœur de Notre-Seigneur Jésus-Christ). Als die Pest in Marseille wütete, wurde auf ihre Initiative hin  – in einer Vision gab ihr das Herz Jesu hierfür den Auftrag – das Erzbistum am 1. November 1720 dem Heiligsten Herzen Jesu geweiht. Diese Weihe war der erste große öffentliche Akt der Verehrung des Herzens Jesu nach den Herz-Jesu-Visionen von Margareta Maria Alacoque. Papst Leo XIII. eröffnete am 24. Dezember 1891 ihr Seligsprechungsverfahren.

## Werke
- Manuel de l’Adoration perpétuelle du Sacré Cœur (1718). In diesem Werk befindet sich die Herz-Jesu-Litanei (Litanies de Marseille), die im Jahr 1899 von Papst Leo XIII. zum allgemeinen öffentlichen Gebrauch bewilligt wurde.